# Infiniti QX55

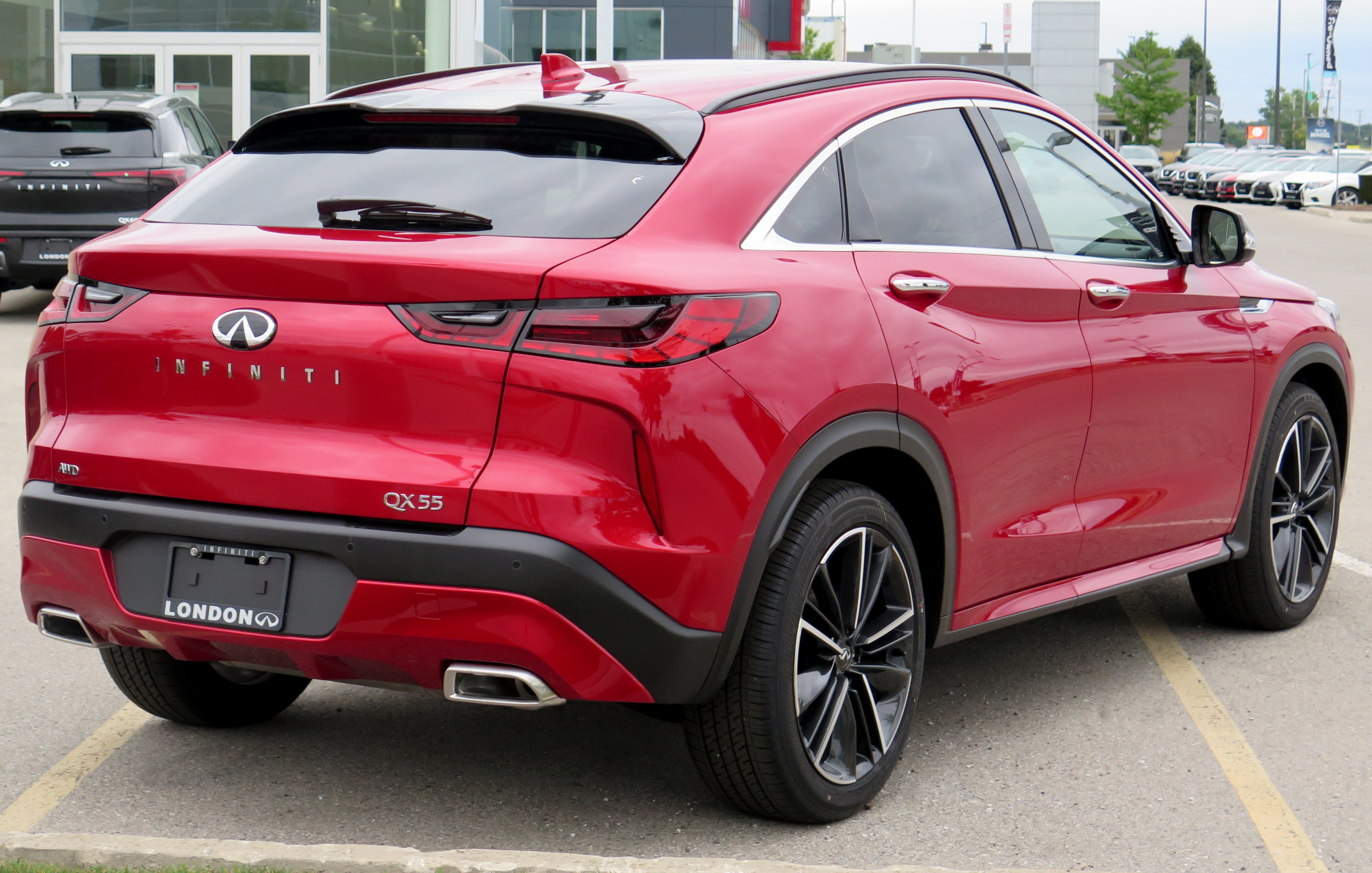
Heckansicht

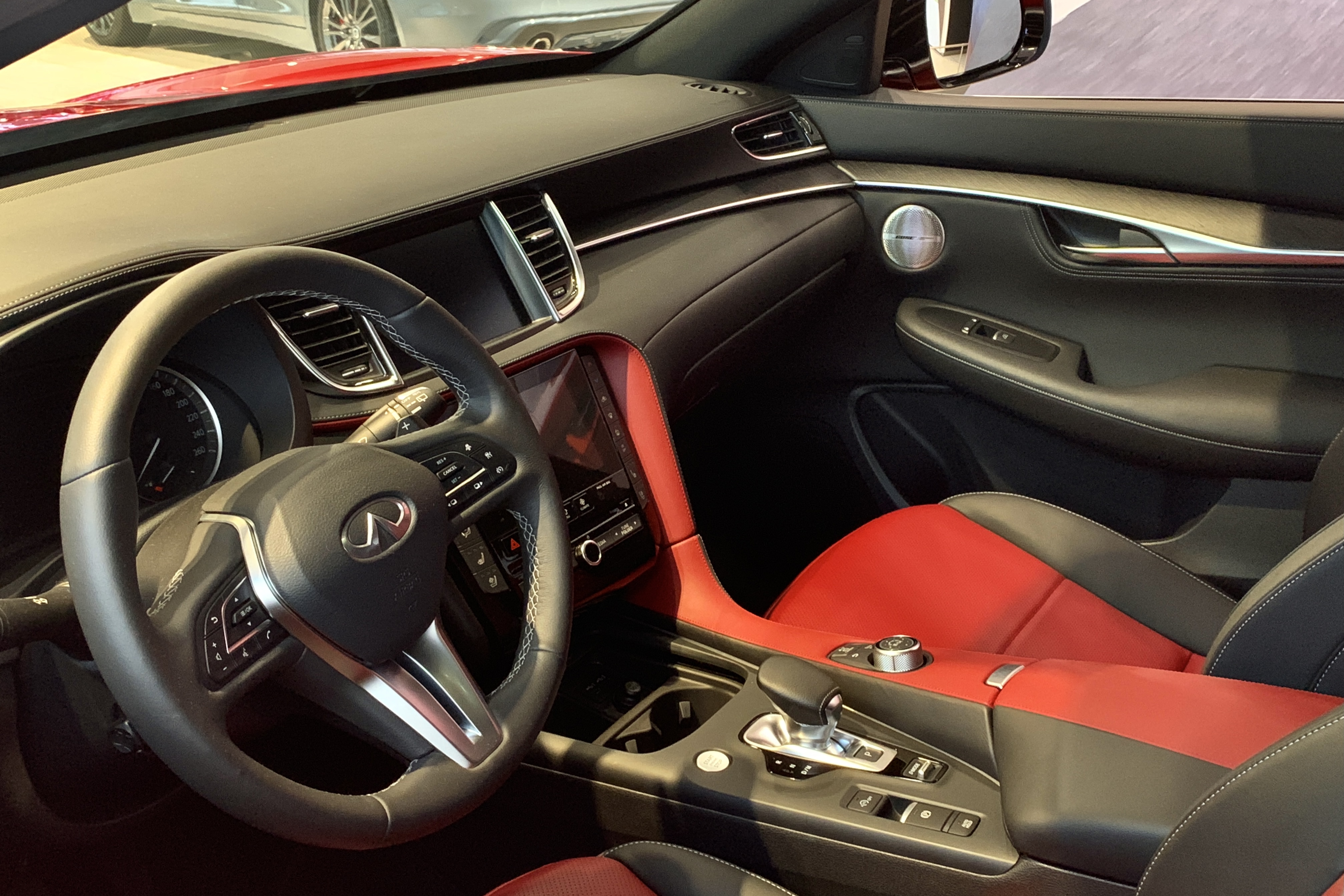
Innenansicht

Der Infiniti QX55 ist ein als SUV-Coupés vermarkteter Pkw der zu Nissan gehörenden Automobilmarke Infiniti.

## Geschichte
Vorgestellt wurde das Fahrzeug im November 2020 – wegen der COVID-19-Pandemie etwa neun Monate später als ursprünglich geplant. Zunächst kam es im April 2021 in Nordamerika in den Handel. Der russische Markt folgte im Juli 2021 und der chinesische Markt im August 2022. Nach dem Rückzug Infinitis vom westeuropäischen Markt im März 2020 ist eine dortige Markteinführung nicht geplant. Als Konkurrenzmodelle gelten unter anderem der BMW X4 oder das Mercedes-Benz GLC Coupé. Die technische Basis liefert die zweite Generation des Infiniti QX50, mit dem das Fahrzeug auch gemeinsam im mexikanischen Aguascalientes gebaut wird.

## Technische Daten
Angetrieben wird der QX55 von einem 200 kW (272 PS) starken Zweiliter-Ottomotor. In Russland leistet dieser Motor 183 kW (249 PS) und in China 180 kW (245 PS) oder 192 kW (261 PS). Er verfügt über eine variable Verdichtung, die im Bereich zwischen 8:1 und 14:1 variiert. Der Wagen hat serienmäßig ein stufenloses Getriebe und Allradantrieb.
| Kenngrößen                                  | 2.0t                         | 2.0t                         | 2.0t                         | 2.0t                         |
| Markt                                       | China                        | Russland                     | China                        | Nordamerika                  |
| Bauzeitraum                                 | seit 08/2022                 | seit 07/2021                 | seit 08/2022                 | seit 04/2021                 |
| Motorkenndaten                              |                              |                              |                              |                              |
| Motortyp                                    | R4-Ottomotor                 | R4-Ottomotor                 | R4-Ottomotor                 | R4-Ottomotor                 |
| Gemischaufbereitung                         | Direkteinspritzung           | Direkteinspritzung           | Direkteinspritzung           | Direkteinspritzung           |
| Hubraum                                     | 1970–1997 cm³                | 1970–1997 cm³                | 1970–1997 cm³                | 1970–1997 cm³                |
| Verdichtungsverhältnis                      | 8:1–14:1                     | 8:1–14:1                     | 8:1–14:1                     | 8:1–14:1                     |
| max. Leistung                               | 180 kW (245 PS) bei 5600/min | 183 kW (249 PS) bei 5600/min | 192 kW (261 PS) bei 5600/min | 200 kW (272 PS) bei 5600/min |
| max. Drehmoment                             | 380 Nm bei 4400/min          | 380 Nm bei 4400/min          | 380 Nm bei 4400/min          | 380 Nm bei 1600–4800/min     |
| Kraftübertragung                            |                              |                              |                              |                              |
| Antrieb, serienmäßig                        | Allradantrieb                | Allradantrieb                | Allradantrieb                | Allradantrieb                |
| Getriebe, serienmäßig                       | Stufenloses Getriebe         | Stufenloses Getriebe         | Stufenloses Getriebe         | Stufenloses Getriebe         |
| Messwerte                                   |                              |                              |                              |                              |
| Höchstgeschwindigkeit                       | k. A.                        | 220 km/h                     | k. A.                        | k. A.                        |
| Beschleunigung, 0–100 km/h                  | k. A.                        | 7,5 s                        | k. A.                        | k. A.                        |
| Kraftstoffverbrauch auf 100 km (kombiniert) | 8,8 l Super                  | 8,7 l Super                  | 9,2 l Super                  | k. A.                        |
| Tankinhalt                                  | 60 l                         | 60 l                         | 60 l                         | 60 l                         |